# Монасеинский сельский округ
Монасеинский сельский округ — упразднённая административно-территориальная единица, существовавшая на территории Лотошинского района Московской области в 1994—2006 годах.
Монасеинский сельсовет был образован 14 июня 1954 года путём объединения Корневского и Новолисинского с/с.
5 ноября 1959 года к Монасеинскому с/с был присоединён Калицинский сельсовет.
20 августа 1960 года из Монасеинского с/с в Афанасовский были переданы селения Абушково, Верейки, Звягино, Калицино, Кудрино, Пешки, Татьянкино, Харпай и Чапаево.
1 февраля 1963 года Лотошинский район был упразднён и Монасеинский с/с вошёл в Волоколамский укрупнённый сельский район.
14 января 1964 года из Михалёвского с/с в Монасеинский были переданы селения Стрешневы Горы и Редькино.
11 января 1965 года Лотошинский район был восстановлен и Монасеинский с/с вновь вошёл в его состав.
21 января 1975 года к Монасеинскому с/с были присоединены селения Абушково, Верейки, Калицино и Харпай упразднённого Калицинского с/с. 
3 февраля 1994 года Монасеинский с/с был преобразован в Монасеинский сельский округ.
В ходе муниципальной реформы 2005 года Монасеинский сельский округ прекратил своё существование как муниципальная единица, а его территория передана в Городское поселение Лотошино.
29 ноября 2006 года Монасеинский сельский округ исключён из учётных данных административно-территориальных и территориальных единиц Московской области.